# 普盧齊諾克湖
普盧齊諾克湖（白俄羅斯語：Плуцінок）是白俄羅斯的湖泊，位於布拉斯拉夫以北5公里，由維捷布斯克州負責管轄，長1.1公里、寬0.36公里，面積0.23平方公里，流域面積0.7平方公里，湖岸線長度2.58公里，最大水深3.5米。